# Suchodol (distrikt)
Suchodol (bulgariska: Суходол) är ett distrikt i Bulgarien.   Det ligger i kommunen Obsjtina Glavinitsa och regionen Silistra, i den nordöstra delen av landet, 300 km öster om huvudstaden Sofia.
Trakten runt Suchodol består till största delen av jordbruksmark. Runt Suchodol är det ganska glesbefolkat, med 28 invånare per kvadratkilometer.